# 166749 Sesar
166749 Sesar è un asteroide della fascia principale. Scoperto nel 2002, presenta un'orbita caratterizzata da un semiasse maggiore pari a 3,1463809 UA e da un'eccentricità di 0,1880319, inclinata di 13,15364° rispetto all'eclittica.